# Цу Рейн
Цу Рейн (нем. Zu Rhein)) (также: ze Rhin, ze Rin, ze Rine, de Reno) — швейцарский род министериалов.

## История
Первое упоминание о роде Цу Рейн датируется 1164 годом. Они были гражданами Базеля и принадлежали к партии городского служилого дворянства Попугаев (нем. Psitticher).
Примерно с 1260 года существовала семейная линия Брейсгау. Линия, оставшаяся в районе Базеля называлась Цу Рейн фон Эзенг. В начале XIV века ещё одна ветвь появилась в эльзасском в Мюлузе, Эльзас. Позже из этой линии возникла баварская ветвь.

## Известные представители
- Буркхард Рейн (ум. 1432/46 гг.) — мэр Базеля.
- Фридрих цу Рейн (ум. 1451 г.) — епископ Базеля.
- Каспар цу Рейн (р. 1433 — ум. 1502 г.) — епископ Базеля.
- Мария Франциска цу Рейн (пр. 1652—1664) — абаттисса имперского монастыря Шенис.
- Мария Анна Сюзанна цу Рейн (пр. 1701—1711) абаттисса имперского монастыря Шенис.
- Мария Анна Франциска (пр. 1735—1763) — абаттисса имперского монастыря Шенис.
- Максимилиан Йозеф Фрагерр фон Цу Рейн (1780—1832) — регирунгс-президент Нижней Франконии.
- Фридрих фон Цу Рейн (р. 1802 г. — ум. 1870 г.) — юрист и чиновник Королевства Бавария.
- Филипп фон Цу Рейн (р. 1809 г. — ум. 1870 г.), регирунгс-президент Верхней баварии.
- Людвиг Фрайгерр Цу Рейн (р. 1833 г. — ум. 1914 г.) — королевский камергер и член рейхстага Германской империи